# Adejeania ypsilon
Adejeania ypsilon är en tvåvingeart som beskrevs av Charles Howard Curran 1947. Adejeania ypsilon ingår i släktet Adejeania och familjen parasitflugor. Inga underarter finns listade i Catalogue of Life.